# Oswald von Wolkenstein

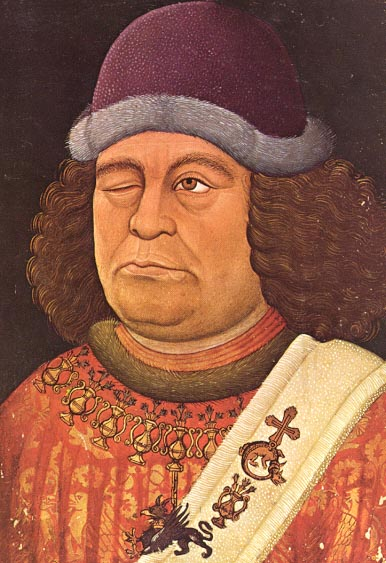
Oswald von Wolkenstein – Porträt aus der Innsbrucker Handschrift von 1432 (Liederhandschrift B)

Oswald von Wolkenstein (* um 1377 vermutlich auf Burg Schöneck im Pustertal/Südtirol; † 2. August 1445 in Meran) war ein deutschsprachiger Sänger, Dichter, Komponist und Politiker. Er war ein Ritter des ausgehenden Spätmittelalters sowie Diplomat in Diensten des deutschen Kaisers Sigismund I. und in denen der Görzer Meinhardiner.

## Leben
Das Leben Oswalds ist in vielen Dokumenten detailliert überliefert. Er selbst sorgte mit seinen häufig autobiografischen Liedern dafür, dass sein Leben nicht vergessen wurde. In zwei erhaltenen Prachthandschriften ließ er diese Lieder auch verewigen.
Oswald war der zweite von drei Söhnen (und vier Töchtern) des Friedrich von Wolkenstein und der Katharina von Villanders. Die Herren von Wolkenstein waren ihrerseits eine jüngere Linie der Herren von Villanders, eines bedeutenden Adelsgeschlechtes mit Stammsitz in Villanders.

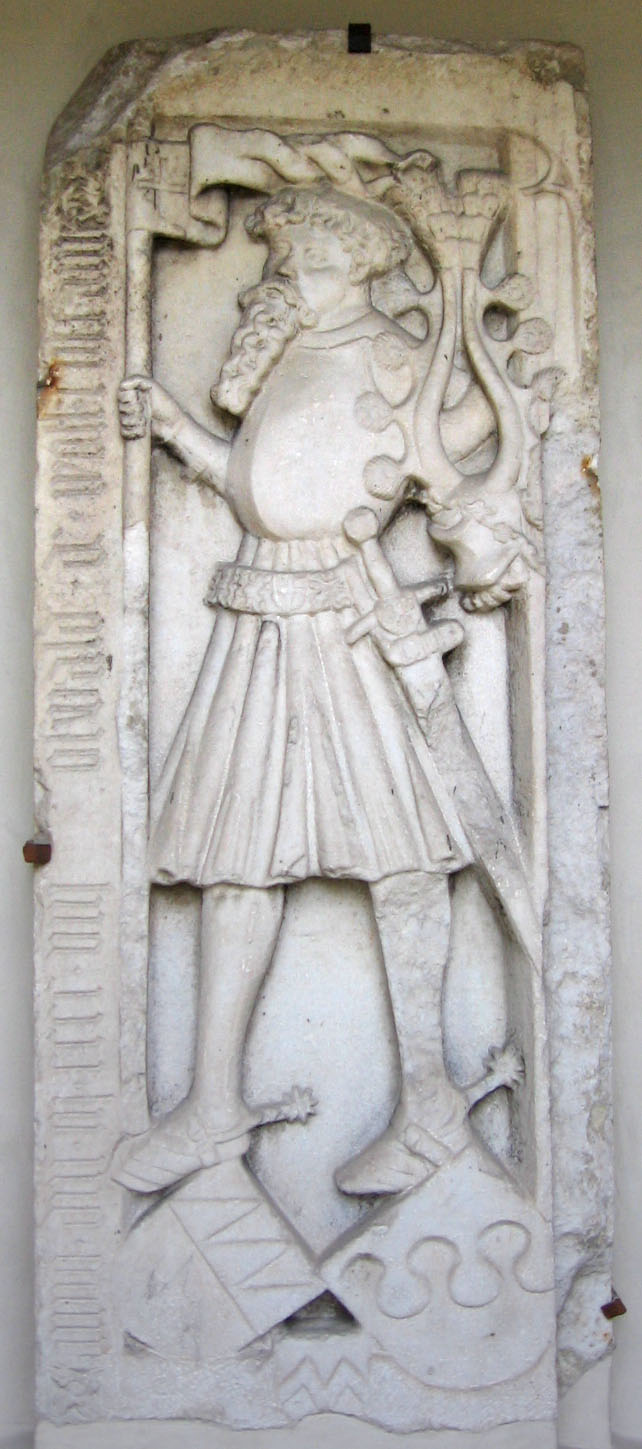
Oswalds Brixner Gedenkstein von 1408

Sämtliche Porträts zeigen Oswald mit verschlossenem rechten Auge. Eine Untersuchung des Schädels aus dem 1973 aufgefundenen Grab Oswalds ergab, dass es sich dabei um eine angeborene Missbildung handelte. Die rechte Augenhöhle war kleiner als die linke, was dazu führte, dass der Augapfel permanent unter Druck stand. Daraus resultierte später eine Lähmung des Lidmuskels (Ptosis). Das „Familienhistörchen“ (Dieter Kühn), dem zufolge sich Oswald als etwa achtjähriger Knabe eine Verletzung durch einen Unfall bei einem Bogenschuss auf der Trostburg zugezogen haben soll, gilt inzwischen als widerlegt. Die im Volksmund gelegentlich kolportierte Schilderung zum Verlust der Augenkraft bei der Verteidigung von Burg Greifenstein (1423) ist vollends unmöglich, da Oswald bereits auf dem Gedenkstein am Brixner Dom von 1408 einäugig dargestellt wird.

### Jugend- und Wanderjahre
Oswald von Wolkenstein dürfte zunächst in seinem vermuteten Geburtshaus Burg Schöneck aufgewachsen sein, wo sein Vater zur Zeit seiner Geburt als Burghauptmann der Grafen von Görz amtierte. Zeitweise wird die Familie auch auf der Lehnsburg des Vaters gewohnt haben, der Burg Wolkenstein, einer kleinen Höhlenburg in einer Felswand. Um 1382 erbte Oswalds Mutter von ihrem Vater Ekhard von Villanders mit der Trostburg einen weit umfangreicheren Besitz, zu dem etwa zehn Güter und 30 zinspflichtige Bauernhöfe sowie zwei Stadthäuser in Brixen gehörten. Den größten Teil seiner Kindheit wird Oswald auf der Trostburg verbracht haben.
Im Alter von zehn Jahren (also um 1387) verließ er sein Elternhaus, um als Knappe zu dienen und die Welt zu bereisen, wie er im Gedicht Es fuegt sich schilderte:
Es fuegt sich, do ich was von zehen jaren alt,

ich wolt besehen, wie die werlt wer gestalt …
Mehrere Jahre lang reiste Oswald, wohl im Gefolge eines fahrenden Ritters, in verschiedenen Ländern umher. Für den Sohn eines Edelmanns war dies damals üblich. Beachtenswert ist aber, wie umfassend er die damals bekannte Welt, von Europa über die Türkei bis in den Nahen Osten und Nordafrika, kennen lernte: Sein oben zitiertes autobiografisches Lied nennt Preußen, Russland, die Tatarei, Türkei, den Vorderen Orient, Italien, Frankreich, Spanien, das Schwarze Meer und Aragon; im Hauensteinlied nennt er noch weitere Länder. In seiner Dichtung gewinnt Oswald komische Effekte aus dem Gegensatz zwischen seinem bewegten Reiseleben und seinem Dasein als verheirateter Familienvater, der auf der Heimatburg festsitzt, so im Lied Durch Barbarei, Arabia.
| Durch Barbarei, Arabia |
| --- |
| Durch Barbarei, Arabia, durch Hermani in Persia, durch Tartari in Suria, durch Romani in Türggia, Ibernia, der sprüng han ich vergessen. Durch Reussen, Preussen, Eiffenlant, gen Litto, Liffen, übern strant, gen Tennmarkh, Sweden, in Prabant, durch Flandern, Frankreich, Engelant und Schottenland hab ich lang nicht gemessen, Durch Arragon, Kastilie, Granaten und Afferen, auss Portugal, Ispanie bis gen dem vinstern steren, von Profenz gen Marsilie – In Races vor Saleren, daselbs beleib ich an der e, mein ellend da zu meren vast ungeren. Auff einem runden kofel smal, mit dickem wald umbfangen, vil hoher berg und tieffe tal, stain, stauden, stöck, sneestangen der sich ich teglich ane zal. noch aines tuet mich pangen, das mir der klainen kindlin schal mein oren dick bedrangen hand durchgangen. |
| Oswald von Wolkenstein |

Nach dem Tod des Vaters (1399) kehrte Oswald nach Tirol zurück und ist dort 1400 wieder urkundlich nachweisbar. 1401–1402 nahm er am vermutlich erfolglosen Italienfeldzug des deutschen Königs Ruprecht von der Pfalz teil. In diese Zeit fällt ein Streit mit seinem älteren Bruder Michael, der das elterliche Erbe verwaltete und zunächst jahrelang ganz für sich behielt. Erst 1407 wurde das Erbe zwischen den Brüdern Michael, Oswald und Leonhard geteilt: Michael behielt die Trostburg und Wolkenstein, Leonhard bekam Liegenschaften nahe der Burg Aichach in Kastelruth, die er später erwarb, und Oswald erhielt ein Drittel der Burg Hauenstein bei Seis am Schlern, zu der auch zahlreiche zinspflichtige Bauernhöfe gehörten. Die übrigen zwei Drittel gehörten Anna von Hauenstein, der Ehefrau des Ritters Martin Jäger, was später zu einer erbitterten Fehde führte. Am 23. August 1406 ist Oswald von Wolkenstein Gründungsmitglied des Elefantenbundes.
Möglicherweise noch vor seiner Pilgerfahrt ins Heilige Land stiftete Oswald die (nicht erhaltene) Oswald-Kapelle im Dom zu Brixen samt zwei Pfarrstellen, die mit einem Fresko von seinem Schiffbruch auf dem Schwarzen Meer geschmückt war – diesen Schiffbruch schildert der Dichter in zweien seiner Lieder als komische Episode seines Lebens, da er sich auf einem Fass Malvasier-Wein habe retten können. Dieser Stiftung übereignete er 18 von 36 seiner Pachthöfe; vermutlich entsprach sie einem Gelübde, das er in der Seenot abgelegt hatte. 1408 gab er als Vorbereitung auf eine Palästinareise den Denkstein am Brixner Dom in Auftrag, der Oswald als Kreuzritter mit langem Pilgerbart zeigt. Nach seiner Rückkehr (1409/1410) aus dem Heiligen Land erwarb er 1411 das Wohnrecht in einem Pfrundhaus des Augustiner-Chorherrenstifts Neustift bei Brixen, das er aber wohl nur selten nutzte.

### In königlichen Diensten
Ein Höhepunkt in Oswalds Leben war 1415 die Teilnahme am Konzil von Konstanz im Gefolge Herzog Friedrichs IV. von Tirol; eine Abbildung Oswalds findet sich auch in der Konzilschronik des Ulrich von Richental. In Liedern der Konstanzer Zeit kritisiert er Jan Hus, den das Konzil auf dem Scheiterhaufen verbrennen ließ. Dort ist Oswald im Februar 1415 in den Dienst König Sigismunds (des deutschen Königs und Königs von Böhmen und Ungarn) aufgenommen worden; als Jahresgehalt sind 300 ungarische Gulden in der Bestallungsurkunde festgehalten. Eine Gesandtschaftsreise (zur Beseitigung des Schismas) führte ihn über England und Schottland nach Portugal. Oswald beteiligte sich dort am Eroberungszug zur maurischen, heute zu Spanien gehörigen Stadt Ceuta. Dieser Heerzug war von der Kirche als Kreuzzug genehmigt und mit Privilegien ausgestattet. Danach reiste Oswald im Herbst 1415 nach Perpignan, um sich dem Gefolge König Sigismunds anzuschließen, der dort mehrere Wochen mit König Ferdinand I. von Aragon und dem schismatischen Papst Pedro de Luna über die Abdankung des Letzteren verhandelte. Am Ende dieser Verhandlungsperiode wurde Oswald von Wolkenstein (nach dem Kaiser und weiteren Mitgliedern der königlichen Delegation) mit dem aragonesischen Kannenorden („Orden de la Jarra“) ausgezeichnet, den er in voller Adjustierung auf seinem Porträt von 1432 trägt. Zuvor hatte die aragonesische Königinwitwe Margarete von Prades, die Witwe Martins I. von Aragon, Oswald von Wolkenstein mit goldenen Ringen für seine Sangeskunst geehrt. Dieter Kühn schließt aus Anspielungen in verschiedenen Liedern sowie aus Chroniken und Finanzbüchern darauf, dass Oswald in Ceuta ein goldgewirktes und mit Edelsteinen verziertes Zeremonialgewand erbeutet habe, vielleicht im Palast des aus der Stadt geflohenen Gouverneurs Salah ben Salah, das er dann in Perpignan bei Gesangsaufführungen getragen und anschließend zu einem hohen Kaufpreis an den dortigen Königshof veräußert habe. Aus dem Erlös habe er an zahlreiche Schuldner, unter anderem den König, teils hohe Darlehen vergeben und sich für den Rest seines Lebens zudem eine beträchtliche Barreserve erhalten.
Sigismunds Weiterreise führte auch den Tiroler Sänger nach Paris, wo Oswald vom 1. März bis Ende April 1416 verweilte. Oswald nutzte seinen Aufenthalt auch zu Auftritten vor der französischen Königin Isabeau (Elisabeth von Bayern) und wurde von ihr für seine Sangeskunst mit einem Diamanten belohnt.
Verschiedene Bildzeugnisse dokumentieren Oswalds damalige Nähe zum König. Eine Darstellung findet sich auf dem Retabel des Hochaltars in der Dortmunder Reinoldikirche, wo Oswald kniend vor Sigismund abgebildet ist. Eine weitere bildliche Dokumentation dieser Nähe findet sich bei der Schutzmantelmadonna von Le Puy-en-Velay in Südfrankreich.
1417 war Oswald wieder in Konstanz, später in Tirol. Er schloss sich dem Adelsbund gegen den Landesherrn Friedrich IV. von Tirol an.

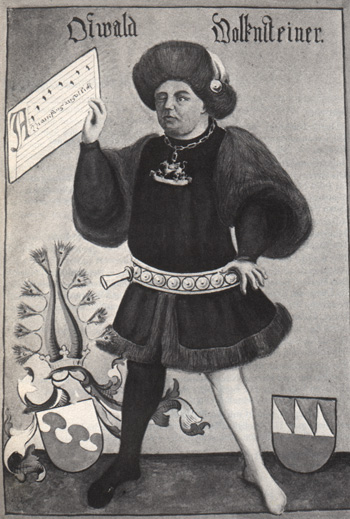
Rekonstruierte Kopie des Vollbilds Oswalds aus der Handschrift A (Original um 1425)

Ebenfalls im Jahr 1417 heiratete Oswald die adelige Margareta von Schwangau. 1420 oder 1421 zog das Paar auf die Burg Hauenstein. Oswald widmete Margareta mehrere Lieder. Sie hatten sieben Kinder: Michael, Leo, Gotthart (gest. vor Februar 1441), Friedrich (gest. 1456), Oswald II. (gest. 1498), Maria und Ursula.

### Streit um Hauenstein
Um die Besitzanteile an der Burg Hauenstein schwelte schon unter Oswalds Vater ein Streit. Dieser hatte von seinem Schwiegervater Ekhard von Villanders den Drittel-Anteil übernommen, den jener 1367 der in Zahlungsschwierigkeiten geratenen Familie von Hauenstein abgekauft hatte. Schon Friedrich von Wolkenstein hatte widerrechtlich Einkünfte von den zinspflichtigen Höfen auch seiner Miteigentümerin zu zwei Dritteln eingezogen, der Anna von Hauenstein, die mit dem Ritter Martin Jäger verheiratet war und vermutlich auf der ihr ebenfalls gehörenden Fahlburg lebte. Oswald hatte den Anteil in der Erbteilung von 1407 erhalten und die Burg Hauenstein sofort in seinen Besitz genommen. Auch zog er weiterhin die Jägerschen Abgaben für sich ein.
Martin Jäger hatte vielfach Abmahnungen an ihn gesandt und auch Prozesse begonnen, die aber zu keinem Ergebnis führten. Im Herbst 1421 schließlich lockte er Oswald in eine Falle. Die langjährige Mätresse Oswalds, Anna Hausmann, beteiligte sich an dem Komplott. Die Tochter des Brixener Schulmeisters wurde von dem Wolkenstein-Biographen Anton Schwob als jene fatale Geliebte identifiziert, welche Oswald in mehreren Liedern als Hausmannin bezeichnet. Sie lud ihn zu einer Wallfahrt ein, damals ein gängiger Vorwand für ein außereheliches amouröses Stelldichein. Nach einem Verzeichnis von 1418 hatte sie Schulden bei Oswald, wofür er sich wohl den von ihr geerbten Grotthof, ein Weingut im Gericht Prösels, angeeignet und dessen Pachtabgaben eingezogen hatte. Bei der Hausmann wurde er von den Schergen Martin Jägers entführt. Als Gefangener kam er zuerst in die Fahlburg. Vermutlich dort wurde er, unter anderem mit Schraubstiefeln, gefoltert. In mehreren Liedern schildert der Dichter die Tortur im Einzelnen, weshalb er auch lange an Krücken gehen musste. (Die Entdeckung seines Skeletts in Neustift und die anschließende gerichtsmedizinische Untersuchung der Knochen hat die Verletzungen nachweisen können, durch die Oswald unter anderem eine Knochenhautentzündung am linken Schienbein erlitten hatte.)

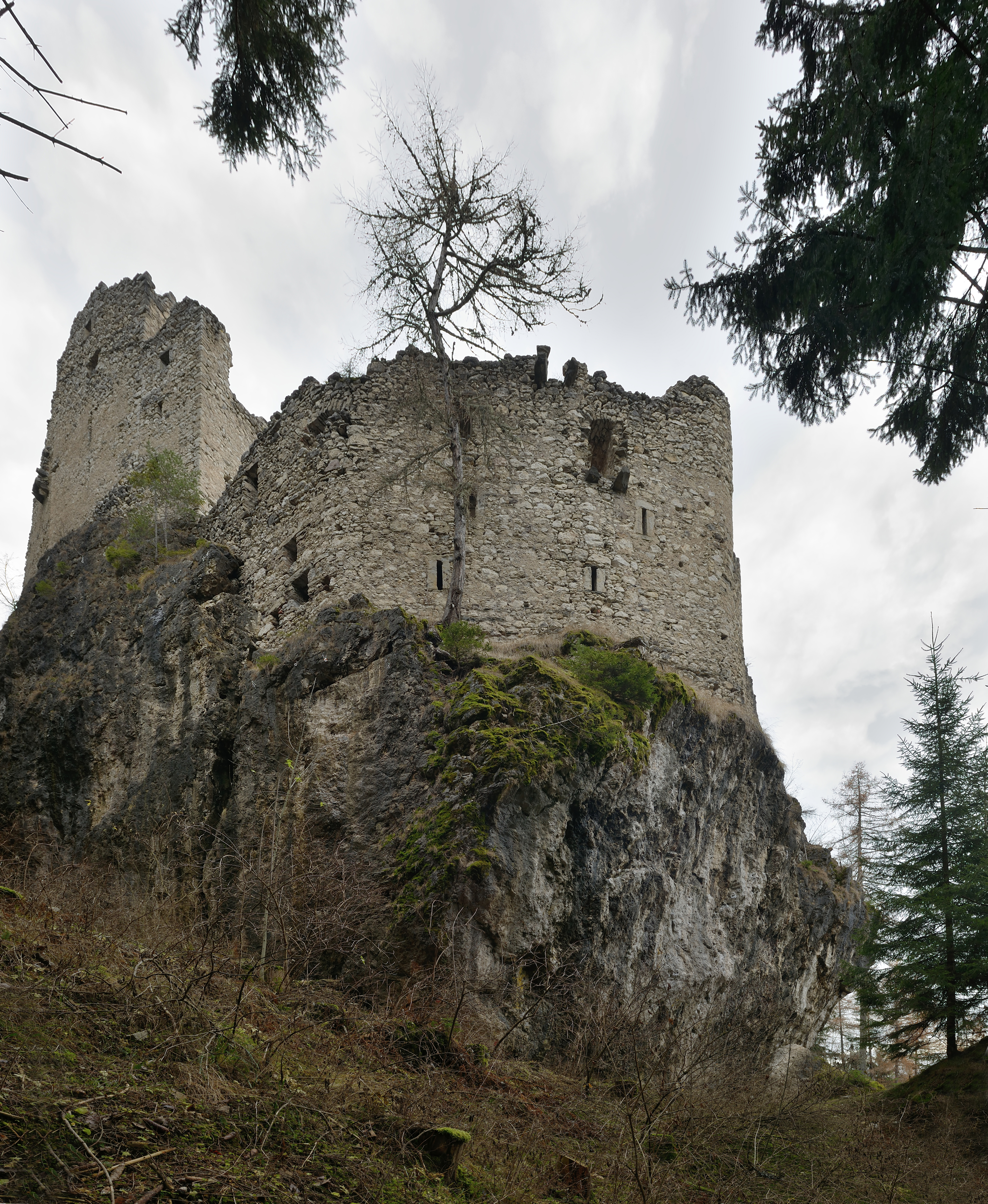
Burg Hauenstein

Oswalds Brüder erklärten dem Jäger daraufhin die Fehde und dieser brachte Oswald, um die Fahlburg vor einem Angriff der Wolkensteiner zu schützen, auf die Burg Vorst bei Meran, die er für die Herren von Starkenberg verwaltete, eigentlich Freunde der Wolkensteiner. Jäger wandte sich von dort an den Tiroler Landesherren, mit dem Oswald ebenfalls in einem langjährigen Konflikt lag. Oswald hatte, zusammen mit anderen Vertretern des niederen Adels, letztlich erfolglos versucht, dem Bestreben der Landesfürsten um mehr Macht Einhalt zu gebieten. Frei kam Oswald erst, nachdem er die sogenannte Urfehde, also die Aufgabe seines Widerstandes, gelobt und dem Landesfürsten die Anerkennung der landesherrschaftlichen Mittelbarkeit geleistet hatte. Am 17. Dezember wurde er in die Gefangenschaft Herzog Friedrichs IV. nach Innsbruck überliefert, aus der er erst 1422 gegen eine enorme Bürgschaft von 6000 Dukaten für fünf Monate freikam. Die Hauptbürgen waren sein Bruder Michael sowie sein Vetter Hans von Villanders; letzterem musste Oswald 2000 Dukaten sowie Pfand- und Schuldbriefe als Sicherheit übergeben. Da Oswald sich zum anberaumten Schiedstermin auf der Burg Tirol aber nicht einfand, forderte der Herzog die Auszahlung der Kaution. Michael von Wolkenstein wies dies zurück und erklärte ihm die Fehde. Oswald floh zu König Sigismund nach Ungarn, der mit dem Herzog seit langem im Streit lag. Der König forderte den Herzog vergeblich auf, die Bürgschaftsurkunde zurückzugeben und drohte ihm sogar die Reichsacht sowie einen Reichskrieg gegen Tirol an, ließ den Ankündigungen jedoch keine Taten folgen. Eine Gruppe aufsässiger Adliger aber bekämpfte den Herzog weiter und die Brüder Wolkenstein beteiligten sich 1423 an der Verteidigung der Starkenbergischen Burg Greifenstein, worüber Oswald ein Lied schrieb. 1423 löste sich der Adelsbund auf. Im Dezember 1424 wurde auf einem Landtag Frieden geschlossen, an dem sich einzig die Starkenberger und Oswald nicht beteiligten. Oswald zog sich in die Grafschaft Görz zurück, wo er seit 1422 die Burg Neuhaus im Pfandbesitz hatte. Der Görzer Graf Heinrich VI. setzte ihn auch als Richter, vor allem in Vermögens- und Erbfragen, ein.
Im März 1425 beendeten Michael und Oswald den Erbstreit mit ihrer Schwester Martha von Liechtenstein-Karneid und zahlten ihr ihr Erbteil aus. Wilhelm von Starkenberg gab im November 1426 den Kampf gegen den Herzog auf. Oswald, als letzter der Widerständler aus der Adelsgruppe gesellschaftlich isoliert, schrieb im Winter 1426/1427 sein deprimiertes Lied Durch Barbarei, Arabia. 1427 wurde Oswald vor den Landtag in Bozen geladen, verließ heimlich das Land, wurde aufgegriffen und als Gefangener auf die Burg Vellenberg bei Götzens, dann nach Innsbruck gebracht. Das Eingreifen seiner Freunde brachte einen Kompromiss zustande. Martin Jäger erhielt eine Abfindung, Hauenstein blieb im Besitz Oswalds, der allerdings Urfehde schwören musste, die Erben der inzwischen verstorbenen Hausmannin erhielten ihren Hof zurück. Oswald musste sich zur Loyalität dem Herzog gegenüber verpflichten, der allerdings die Bürgschaftsurkunde in der Hand behielt. Unter Hinweis darauf verweigerte der Bürge Hans von Villanders die Rückgabe des Pfandgeldes und der Pfandbriefe an Oswald. Hierüber entspann sich ein Streit, der bis an Oswalds Lebensende anhalten sollte. Er erklärte dem Vetter die Fehde, reiste 1428 auf das Schloss Heidelberg, wo er Pfalzgraf Ludwig III. um Hilfe ersuchte und weiter über Köln nach Westfalen, wo er sich als Freischöffe der Feme vereidigen ließ. Vor den Freistühlen von Volmarstein und Arnsberg erwirkte er Femebriefe gegen Hans von Villanders, die dieser jedoch ignorierte.

### Weiteres Leben
1429 mischte sich Oswald mit einem Faustschlag, den er dem neuen Bischof von Brixen, Ulrich Putsch versetzte, in den Streit zwischen diesem und dem Domkapitel ein. 1431 zog Oswald zusammen mit Bruder Michael zum Reichstag von Nürnberg. Dort wurde er von König Sigismund in den Drachenorden aufgenommen. Das Abzeichen dieses exklusiven Ordens ist ebenfalls auf seinem Porträt von 1432 zur Schau gestellt. Dass er am Hussiten-Feldzug in diesem Jahr teilnahm, ist nicht belegt. 1432 hielt er sich am Hof König Sigmunds in Piacenza und Parma auf und nahm an einer Gesandtschaft nach Rom teil, welche die Kaiserkrönung seines Dienstherren beim Papst erwirken und vorbereiten sollte. An der Krönung im Mai 1433 nahm er indes wohl nicht teil, denn zu dieser Zeit begleitete er den kaiserlichen Gesandten zu den Konzilsverhandlungen nach Basel. 1437 starb der Kaiser, 1439 auch Herzog Friedrich IV. von Tirol. Oswald wurde in die Kommission von fünf angesehenen Männern berufen, die ein Inventar des Erbes erstellten und dieses unter gemeinsamem Verschluss für den minderjährigen Sohn Sigmund aufbewahren sollten.
1441 stritt er sich mit den Bauerngemeinden auf dem Ritten um Vorweiderechte. Er ließ vier Kühe beschlagnahmen, woraufhin einige Hundert Bauern planten, seine Burg zu stürmen und niederzubrennen. Er erfuhr aber von dem Komplott, ließ den Rädelsführer fassen und auf Hauenstein einsperren und foltern. In Brixen ließ er eine schriftliche Erklärung öffentlich anschlagen, die mit den Worten endete: „Nur dies noch: Ich ließe die Rittner und ihre sämtlichen Freunde alle miteinander eher zur Hölle und dem Teufel hinten in sein schwarzes Arschloch fahren, ehe ich mir grundlos solch eine Geschichte ausdenken wollte – obwohl ich durchaus dichten kann!“
In den Auseinandersetzungen der Tiroler Landschaft mit dem Vormund des jungen Herzogs Sigmund, König Friedrich III., ritt Oswald im Februar 1444 zu Vergleichsverhandlungen nach Sillian. Da kein Vergleich erzielt wurde, beschloss der Verteidigungsausschuss des Landtages, in dem Oswald als „Verweser am Eisack und im Pustertal“ eine wichtige Rolle spielte, die Eroberung von Trient, um einen Einmarsch königlicher Truppen nach Südtirol zu verhindern; am 5. April kapitulierte die von 3000 Soldaten belagerte Stadt.
1445 trat Oswald letztmals in der Politik auf: Er nahm am Landtag in Meran teil, wo er am 2. August 1445 starb. Noch am selben Tag händigte seine Frau den dort versammelten Vertretern der Landschaft die beiden Schlüssel zu den Truhen mit dem Vormundschaftsvertrag für den jungen Herzog Sigmund und dem Inventar des herzoglichen Schatzes aus, die Oswald anvertraut waren. Oswald wurde im Kloster Neustift bei Brixen begraben, zu dessen Schirmherr (executor) er 1434 auf dem Ulmer Reichstag ernannt worden war. Der Grabstein wurde wohl bei Umbauarbeiten im 18. Jahrhundert zerstört, so dass die genaue Lage des Grabes nicht mehr bekannt war. 1973 fand man bei Fußbodenarbeiten im nördlichen Seitenschiff der Stiftskirche ein Grab mit Skelettresten, die zwischen 1977 und 1982 an der Universität Linz und am Gerichtsmedizinischen Institut der Universität Bern untersucht wurden. Die Ergebnisse sprachen „mit sehr hoher Wahrscheinlichkeit“ für eine Identität mit Oswald von Wolkenstein. Nachdem die Skelettreste noch einige Jahre in den Instituten gelagert hatten, wurden sie am 1. Oktober 1988 an das Kloster Neustift zurückgegeben und dort 1989 wieder beigesetzt.
Oswalds Söhne setzten den Streit mit Hans von Villanders fort. Der älteste Sohn Michael wurde Domherr in Brixen, die Tochter Maria Nonne im Klarissenkloster Brixen, wo sie, gemeinsam mit einigen anderen Nonnen, im Streit mit dem Brixner Bischof Nikolaus von Kues Klosterreformen zu verhindern suchte;; später wechselte sie in das Klarissenkloster Meran, wo sie 1478 als Äbtissin starb. Die Nachfahren Oswalds erwarben 1491 das Schloss Rodenegg bei Brixen, welches bis heute seinen direkten Nachkommen, den Grafen von Wolkenstein-Rodenegg, gehört (siehe Stammliste der Wolkenstein).
2011 zeigte das Südtiroler Landesmuseum eine mehrmonatige Sonderausstellung im Schloss Tirol unter dem Titel „Ich Wolkenstein“, in der neben originalen Liedtexten und zeitgenössischen Artefakten auch die Rezeption Wolkensteins durch spätere Maler und Grafiker dargestellt wurde.
| Ach senliches Leiden |
| --- |
| Ach senliches leiden, meiden, neiden, schaiden, das tuet we, besser wer versunken in dem see. Zart minnikliches weib, dein leib mich schreibt und treibt gen Josophat. herz, muet, sin, gedank ist worden mat. Es schaidt der tod, ob mir dein gnad nicht helfen wil, auss grosser not; mein angst ich dir verhil. Dein mündlin rot hat mir so schier mein gier erwecket vil, des wart ich genaden an dem zil. |
| Oswald von Wolkenstein |

## Überlieferung der Lieder
Das Schaffen des Lieddichters Wolkenstein ist im Wesentlichen in drei Handschriften überliefert, die zu seinen Lebzeiten bzw. kurz danach entstanden sind:
- 1425 bzw. 1427–1436: Wiener Liederhandschrift A (Texte mit Noten) = Österreichische Nationalbibliothek, Wien, Signatur: Codex Vindobonensis 2777; Großfolioband, 66 Pergamentblätter, im Hauptteil 1425 fertig gestellt mit Inhaltsverzeichnis von 42 Liedern (= Grundstock). Nachträge bis 1441: 108 Liedtexte und Melodien; Autorbildnis auf der Vorderseite des Innendeckels.
Faksimiles:
  - Oswald von Wolkenstein. Handschrift A in Abbildung. Hrsg. von Ulrich Müller und Franz Viktor Spechtler. Privatdruck, Stuttgart 1974, DNB 208323708.
  - Oswald von Wolkenstein. Handschrift A. Vollständige Faksimile-Ausgabe im Originalformat des Codex Vindobonensis 2777 der Österreichischen Nationalbibliothek. Kommentar Francesco Delbono (= Codices selecti. LIX). Akademische Druck- und Verlags-Anstalt, Graz 1977, ISBN 3-201-00995-4.

- 1432 Innsbrucker Liederhandschrift B (Texte mit Noten) = Universitäts- und Landesbibliothek Tirol, ohne Signatur, Innsbruck; Großfolioband, 48 Pergamentblätter, im Hauptteil 1432 fertiggestellt, nur wenige Nachträge bis 1438: 118 Liedtexte und Melodien; lebensgroßes Brustbild auf dem Vorsetzblatt, erstes lebensechtes Porträt eines deutschen Dichters.
Faksimiles:
  - Oswald von Wolkenstein. Abbildungen zur Überlieferung I: Die Innsbrucker Wolkenstein-Handschrift B (= Litterae. Göppinger Beiträge zur Textgeschichte. 12). Hrsg. von Hans Moser und Ulrich Müller. A. Kümmerle, Göppingen 1972, OCLC 804370.
  - Oswald von Wolkenstein: Liederhandschrift B (= Codices illuminati medii aevi. 8). Farbmikrofiche-Edition der Handschrift Innsbruck, Universitätsbibliothek, o. Sign. Einführung und kodikologische Beschreibung von Walter Neuhauser. Ed. Lengenfelder, München 1987, ISBN 3-89219-008-9.

- Circa 1450 Innsbrucker Handschrift c (Texte ohne Noten) = Tiroler Landesmuseum Ferdinandeum, Signatur: FB 1950, Innsbruck; 115 Papierblätter, um 1450 angelegt: 116 Liedtexte ohne Melodien und ohne Titelbild; in der Textfolge im Wesentlichen eine Abschrift von B.
Faksimile:
  - Oswald von Wolkenstein. Abbildungen zur Überlieferung II: Die Innsbrucker Wolkenstein-Handschrift c (= Litterae. Göppinger Beiträge zur Textgeschichte. 16). Hrsg. von Hans Moser, Ulrich Müller und Franz Viktor Spechtler. Mit einem Anhang zum „Wolfenbütteler Porträt“ und zur Todesnachricht O’svW von Hans-Dieter Mück. A. Kümmerle, Göppingen 1973, ISBN 3-87452-142-7.

Die Handschriften A und B entstanden in Oswalds eigenem Auftrag. Auch an der Textredaktion dieser Handschriften beteiligte sich Oswald selbst, wie sich an zahlreichen Korrekturen und persönlichen Anmerkungen nachweisen lässt. Beispiel: Unter der Aufzeichnung des Liedes Kl 26 „Durch aubenteuer tal und perg“ findet sich in Hs. A folgender lateinischer Kommentar: „Ultimus versus est verissimus. Per oswaldum Wolckenstainer“ („Der letzte Vers ist nur allzu wahr [scil. angemerkt]. Von Oswald Wolkenstein.“)
Die Herstellungsorte können sich nicht urkundlich nachweisen lassen. Es ist jedoch wahrscheinlich, dass die Handschriften A und B im Skriptorium (= Schreibwerkstatt) des Augustiner-Chorherrenstifts Neustift bei Brixen angefertigt worden sind. Der Dichter hatte dort ein Wohnrecht erworben und fungierte als weltlicher Schutzherr (= Vogt) des Klosters. Zudem ist Oswald von Wolkenstein in der Basilika des Stifts bestattet worden, ein Privileg, das außer den Äbten nur wenige hochgestellte Persönlichkeiten genossen, die sich um das Kloster verdient gemacht hatten.
Die Maler der beiden Bilder des Autors konnten bisher nicht identifiziert werden.
In den beiden Prachthandschriften sowie in vereinzelten Nebenüberlieferungen sind insgesamt 134 Texte überliefert, die meisten in den kaum divergierenden Fassungen der Handschriften A (= Wien) und B (= Innsbruck) von 1425 respektive 1432. Abweichungen zeigen sich eher in den Melodienotationen, wobei in Hs. B die mehrstimmigen Tonsätze oft auf Notenaufzeichnungen von lediglich 2 Stimmen reduziert sind.
Beide Liedersammlungen gehören zu den größten Buchschätzen des Mittelalters. In der kostbaren Ausstattung mit Bildnissen des Autors und künstlerisch anspruchsvollen Initialen, in der kalligraphischen Qualität von Text und Melodieaufzeichnung dokumentieren Wolkensteins Liederbücher zugleich einen Anspruch auf höchste künstlerische Qualität. Da der Autor diese Prachthandschriften offenbar auf eigene Kosten anlegen ließ und zudem die erste Liederhandschrift einem der Herzöge von Österreich zum Geschenk machte, lässt sich zugleich das außerordentliche künstlerische Selbstbewusstsein Oswalds von Wolkenstein ermessen. Den Rang seiner Kunst haben die unmittelbar nachfolgenden Generationen allerdings nicht mehr geschätzt. Die Wolkenstein-Forschung sieht darin einen der Gründe dafür, warum Oswald von Wolkenstein keine Schule begründet und auch keinen Nachfolger gefunden hat.

## Zur Interpretation
Im Unterschied zu den klassischen Minnesängern wurde Oswald von Wolkenstein erst im 20. Jahrhundert wiederentdeckt, da die Besonderheiten seiner Liedkunst von den romantischen Wiedererweckern deutscher Dichtung des Mittelalters als unvereinbar mit den Vorbildern der hochmittelalterlichen Klassik galten:
- die Neuartigkeit seiner autobiographischen Lyrik,
- die Suggestivkraft seiner neuen Sprache, der sinnlichen Wahrnehmung vermischt mit Bildern aus Lokalkolorit und impressionistischen Klangmalereien,
- die Humoristik, seine ironischen Desillusionseffekte, Bildmontagen und Selbstpersiflagen,
- der eigenmächtig freie Umgang mit den Formen und Motiven des klassischen Minnesangs,
- die inneren Dissonanzen seines Werks, das unvermittelte Nebeneinander von reuelos genießerischer Sinnenfreude und reuevoll verzweifelter Jenseitsfurcht, der Wechsel von unstillbarem Welterkundungsdrang zu resignierter Weltverneinung,
- die Kompositionskunst seiner einstimmigen Melodien und seiner mehrstimmigen Sätze, in denen Oswald erstmals in großem Umfang Vorbilder der französischen und italienischen Ars Nova neu gestaltet.

Inhaltlich lässt sich Wolkensteins Lyrik in drei Hauptthemenbereiche gliedern: weltliche Liebesdichtung, geistliche Dichtung, autobiographische Lieder.
Wolkensteins Liebeslyrik umfasst rund ein Drittel seiner mehr als 130 Lieder und Spruchgedichte. Im Unterschied zum klassischen Minnesang des 12. und 13. Jahrhunderts dominieren in Oswalds Liebesdichtung Liedtypen mit sinnlichen oder szenischen Liebesmotiven, die, wie beispielsweise das Tagelied und die Pastourelle, eher zu den Randerscheinungen des Minnesangs zählen, sowie ganz neue Inhaltstypen wie Neujahrsgrüße und Liebesduette. Außerdem besingt Oswald von Wolkenstein erstmals seine namentlich genannte Geliebte (und Ehefrau) Margarete in Motiven, Szenen und Bildern voller Zärtlichkeit. Diese Wirkung steigert der Dichter durch seine Reimkunst. Das ist besonders bei solchen Liedern der Fall, in denen Wolkenstein beispielsweise Sinneseindrücke von Vogelgesang, von Frühlingsfeiern oder von Liebeswonnen in Klangbilder verwandelt.
Die geistlichen Lieder machen zahlenmäßig rund ein Viertel seines Werks aus. Gemessen am Textumfang macht der geistliche Liedteil indes fast die Hälfte des Oswaldschen Gesamtwerks aus. Oswald selbst hat der geistlichen Lieddichtung größte Bedeutung beigemessen, da er jede seiner Liedersammlungen mit einer Gruppe geistlicher Lieder eröffnet. Seine geistliche Lieddichtung findet bei heutigen Interpreten eine starke Beachtung. Auf diesem Gebiet sind dem Dichter textlich wie musikalisch bedeutende Lieder gelungen. Thematisch ist Wolkensteins geistliches Liedschaffen von den vorherrschenden Frömmigkeitsbewegungen seiner Zeit geprägt. Daher bilden bei Oswald wie im Glaubensleben des 15. Jahrhunderts die Marienverehrung sowie die sogenannten „Vier letzten Dinge“ (Tod, Jüngstes Gericht, Himmel und Hölle) die Schwerpunkte.
In seinen höfischen Marienpreisliedern entwickelt er beispielsweise einen ganz neuen Stil privater Andacht. Als Darstellungsmittel für diese neue Form intim-persönlicher Marienfrömmigkeit hat Oswald von Wolkenstein, ähnlich wie in der Liebeslyrik, eine neue, sinnliche Sprache geschaffen. Dadurch erschließen sich neuartige Dimensionen religiösen Erlebens, worin Leib und Seele gleichermaßen erfasst sind und die Grenzen zwischen Menschlichem und Göttlichem aufgehoben scheinen. In dieser Hinsicht entfalten Oswalds Marienlieder eine ganz ähnliche Wirkung wie die spätgotischen Andachtsbilder der so genannten „Schönen Madonnen“, deren spirituelle Suggestivkraft bekanntlich ebenfalls von Komponenten sinnlicher Anschauung ausgelöst wird.
Seine Gefangenschaftserlebnisse macht Wolkenstein zum Anlass eindringlicher Gewissensforschungen, dabei beschwört er seine Todesängste und Gewissensnöte in anschaulichen Bildern, dass der Eindruck unmittelbarer Erlebnisschilderungen entsteht. Insofern gelingt es dem Dichter selbst in solchen Liedtypen einer religiös motivierten Innenschau, individuelle Psychogramme seiner Innenwelt zu erzeugen.
Den übrigen Anteil an seinem lyrischen Werk füllt die Gruppe autobiographischer Lieder. Diese Dichtungen zählen zu den originellsten Liedtexten Oswalds von Wolkenstein, da sie sich kaum noch nach traditionellen Liedgattungen gliedern lassen, sofern sie nicht anderen geistlichen oder weltlichen Liedtypen zuzuordnen sind. Jedes der autobiographischen Lieder zeigt sich als ein Liedtyp sui generis.
In immer neuen Variationen inszeniert Oswald in diesen Liedern Episoden seines ereignisreichen Lebens zu Erzählliedern oder Situationsschilderungen mit hoher Faszinationskraft. Hier thematisiert Wolkenstein die interessanten Höhen und Tiefen seines Lebens: seine Ritter- und Minneabenteuer, teilweise auch erotisch sehr eindeutig, seine offenen Kämpfe wie seine privaten Querelen und vor allem seine ausgedehnten Reisen durch Europa, Afrika und Asien, wobei der Dichter seine künstlerischen Auftritte in den Kreisen fremder Ritter- und Fürstengesellschaften wirkungsvoll inszeniert. Gerade die Reiselieder verdienen besondere Beachtung, da Wolkenstein in diesen Dichtungen die bereisten Weltgegenden mit ihren unterschiedlichen Topografien, Menschen, Sprachen und Sitten aus eigener Anschauung und mit selbst erworbener Weltkenntnis schildert. So vermitteln beispielsweise die Reiseimpressionen aus Spanien, Frankreich, Ungarn, Italien und anderen Mittelmeergegenden Bilder voller Lokalkolorit, wie sie selbst in der Lyrik dieser Nationen einzigartig sind. Auf seinen Reisen will er (eigener Aussage zufolge) auch bis zu zehn Fremdsprachen erlernt haben, und sein virtuoser Umgang mit Sprache zeigt sich in einigen Liedtexten, in denen er bis zu sieben Sprachen miteinander mischt. In der modernen Slowenistik erregten dabei besonders Einsprengsel in seinen Texten aus dem „Windischen“ (wie die slowenische Sprache zeitgenössisch bezeichnet wurde) ein gewisses Interesse in Hinblick auf das Rezeptionspotential dieser Sprache im Spätmittelalter.
Sein Instrumentarium beschrieb Wolkenstein so: „Auch kund ich fidlen trummen paugken pfeiffen“ – also Fiedel, Trompete, Pauke und Block- oder Querflöte. Beliebt zur Begleitung von Gesang war eine Einhandflöte mit drei Löchern, die man mit der linken Hand hielt und spielte, während die rechte Hand mit dem Schlägel eine kleine Trommel am Gürtel schlug. Trompete und Pauke spielte er wohl eher als Militärmusiker auf Feldzügen. Seine Stimme dürfte ein kräftiger, „ausgeprägt hoher Bariton mit einer Neigung zur tenoralen Stimmfärbung“ gewesen sein. Der Tonumfang erreichte eine Undezime, also fast anderthalb Oktaven. Seine Liedkompositionen zeigen eine hohe technische Sicherheit, so gibt es Quartsprünge, diffizile Intervallfolgen und sogar Septsprünge.

## Wirkungsgeschichte
Angelika von Hörmann veröffentlichte 1890 ihr „Erzählendes Gedicht“ Oswald von Wolkenstein, über das Ludwig Freytag urteilte: „Das historische Kolorit ist mit erfreulicher Treue festgehalten worden […] So hält sich das Gedicht gleichmäßig frei von unklarer romantischer Tändelei einerseits und von allermodernstem Naturalismus andererseits […].“
Cesar Bresgen schrieb 1951 das Oratorium Visiones amantis (Der Wolkensteiner). Dabei verwendete er Melodien und Texte von Oswald von Wolkenstein, um dessen Leben nachzuzeichnen. Halb-szenisch wurde es 1952 aufgeführt, die szenische Uraufführung fand 1971 statt.
Ein musikalisches Bild von ihrem fast 600 Jahre älteren Kollegen erschufen der deutsche Komponist Wilfried Hiller und der österreichische Dramatiker Felix Mitterer mit dem „Eine Lebensballade“ bezeichneten opernähnlichen Werk Wolkenstein, das 2004 am Staatstheater Nürnberg uraufgeführt wurde.
Über das „Wolkensteinprojekt“ von Gerhard Ruiss, das in drei Bänden Nachdichtungen (seit 2007) und 2021 auch in einer musikalischen Bearbeitung seinen Ausdruck fand, schrieb Helmuth Schönauer: „Gerhard Ruiss überwindet mit diesem Projekt die eingedämmte Gegenwart, indem er sie mit einer Zeitkapsel aus dem 14. Jahrhundert aufbricht. Die CD spendet Trost und hält die Sinnesorgane offen für eine Zeit, wo es wieder Lärm und Lieder in den Gassen gibt. Für Archivare und Bibliothekare, die oft im Gesellschaftsleben die Sinnfrage gestellt bekommen, ist das Wolkensteinprojekt eine Genugtuung, dass dieses Papier, das sie über Jahrhunderte bewahren, jederzeit zum Leben erweckt werden kann, wenn jemand ein Herz dafür hat. Gerhard Ruiss ist so ein Erwecker, der das alte Pergament zum Singen bringt.“

## Moderne Rezeption
1998 wurde der Asteroid (8316) Wolkenstein nach ihm benannt.

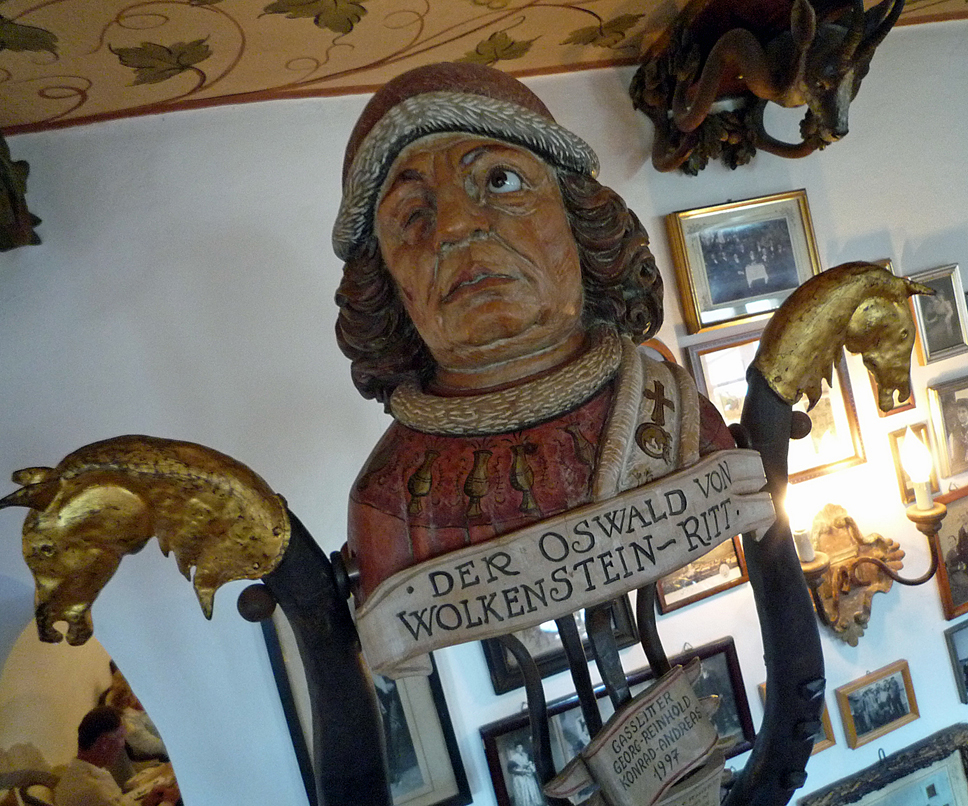
Wandertrophäe des Oswald-von-Wolkenstein-Rittes (2007)

Am Ortsrand von Seis am Schlern beginnt der Oswald-von-Wolkenstein-Weg, ein fünf Kilometer langer Rundweg mit 15 Stationen im Naturpark Schlern-Rosengarten. Er ermöglicht den Besuchern einen spielerischen Zugang zur Geschichte des Namensgebers. Etappenziel des Rundwegs ist unter anderem die Ruine von Burg Hauenstein, die ab 1427 im alleinigen Besitz Oswalds von Wolkenstein war.
Die Südtiroler Orte Seis am Schlern, Völs, Schloss Prösels und Kastelruth – die historische Lebenswelt Oswalds von Wolkenstein – veranstalten seit 1983 gemeinsam ein Reitturnier, den Oswald-von-Wolkenstein-Ritt. Das Reiterspiel ist mittelalterlichen Reitturnieren nachempfunden und gliedert sich in die Disziplinen Labyrinth, Ringstechen, Hindernisgalopp und Slalom.

## Tonträger
- Oswald von Wolkenstein: 11 Lieder. LP (25 cm, mono); Archiv Produktion der Deutschen Grammophon Gesellschaft, Hannover 1956.
- Studio der Frühen Musik London, Thomas Binkley (dir.): Oswald von Wolkenstein. LP/CD; EMI, Köln 1972 (Wiederveröffentlichung: 2000).
- Doris Linser, Kurt Equiluz u. a.: Oswald von Wolkenstein. LP; Das alte Werk, TELDEC, Hamburg 1974.
- Wilfried Jochims, Michael Schäfer, Tom Kannmacher: Ich Oswald von Wolkenstein. LP/CD; Aulos, Viersen 1977 (Wiederveröffentlichung 2016).
- Bärengässlin: Oswald von Wolkenstein – Frölich geschray so well wir machen. LP/CD; pläne, Dortmund 1978 (Wiederveröffentlichung: 2001).
- Hans Peter Treichler: Oswald von Wolkenstein. Lieder vom Wein und von der Liebe. LP; Gold Records Musik und Wort. 1979.
- Ensemble für frühe Musik Augsburg: Oswald von Wolkenstein – Eine Auswahl von 24 Liedern. LP/CD; Christophorus, Freiburg 1988.
- Sequentia: Oswald von Wolkenstein. Lieder. CD; deutsche harmonia mundi, München 1993.
- New London Consort, Philip Pickett (dir.): Oswald von Wolkenstein. Knightly Passions. CD; Decca, London 1996.
- Eberhard Kummer: Oswald von Wolkenstein. Es fuegt sich. CD; Preiser, Wien 1998.
- Les Menestrels: Oswald von Wolkenstein and his Italian contemporaries. CD; Arte Nova, 1998.
- Ensemble Alta Musica, Berlin: Wolkenstein. CD; carpe diem, Berlin 2002.
- Andreas Scholl, Shield of Harmony: Oswald von Wolkenstein. Songs of Myself. CD; harmonia mundi, Arles 2010.
- Ensemble Unicorn, Michael Posch: Frolich, zartlich, lieplich … – Oswald von Wolkenstein: Liebeslieder. CD; Raumklang, Goseck 2011.
- Sabine Lutzenberger, Bernd Oliver Fröhlich, Joel Frederiksen: Oswald von Wolkenstein – Reflektionen. CD; deutsche harmonia mundi – sony music, Fischbeck 2013.
- Ensemble Leones, Marc Lewon: The Cosmopolitan – Songs by Oswald von Wolkenstein. CD; Christophorus, Heidelberg 2014.
- Gerhard Ruiss (Nachdichtungen) und Reinhold Ruiss (Komposition): Ruiss Wolkenstein Projekt  –  Gassenhauer. CD; redpmusic, Wien 2021.